# Thea Einöder
Thea Einöder   (Ratisbona, 8 de juny de 1951) és una remadora alemanya, ja retirada, que va competir sota bandera de la República Federal Alemanya durant la dècada de 1970.
El 1976 va prendre part en els Jocs Olímpics d'Estiu de Mont-real on, formant parella amb Edith Eckbauer, guanyà la medalla de bronze en la prova del dos sense timoner del programa de rem. En el seu palmarès també destaca una medalla de bronze al Campionat del món de rem de 1975.